# Герб Кувейта
Герб Кувейта — один из государственных символов Кувейта, был принят в 1963 году. Представляет собой круглый щит, в центре которого изображён дау с флагом Кувейта на фоне белых облаков и голубого неба и бело-голубых волн. Над кораблём изображена белая лента, на которой чёрным шрифтом написано название государства «الكويت دولة». Обрамляет герб изображение золотого сокола, на груди которого расположен геральдический щит цветом государственного флага Кувейта.
Дау, как символ морских традиций жителей Персидского залива, можно найти также на гербах Катара и Объединённых Арабских Эмиратов. Сокол — символ племени пророка Мухаммеда.

## Ранние версии

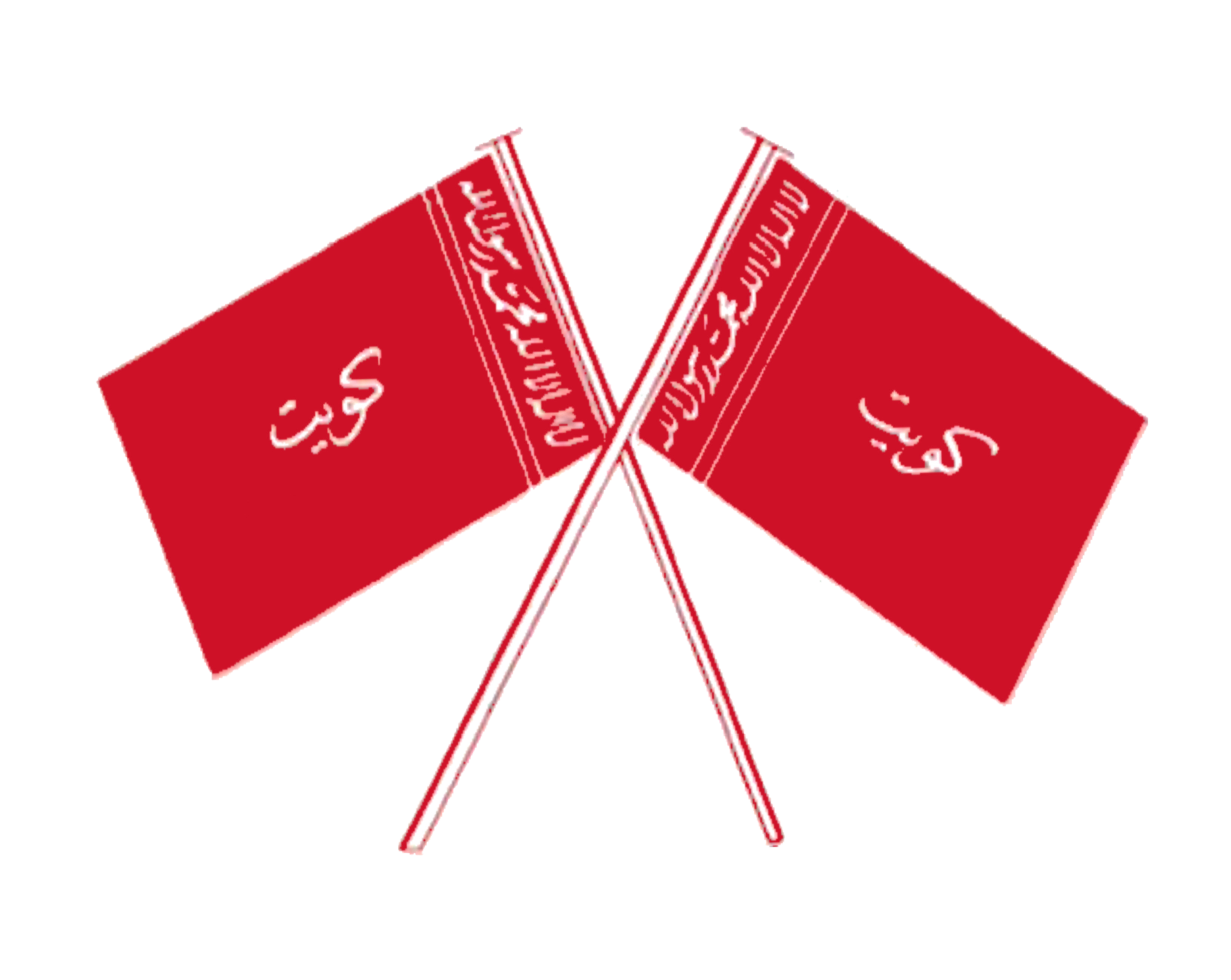
1921-1940
1940-1956
1956-1963